# Elisabet

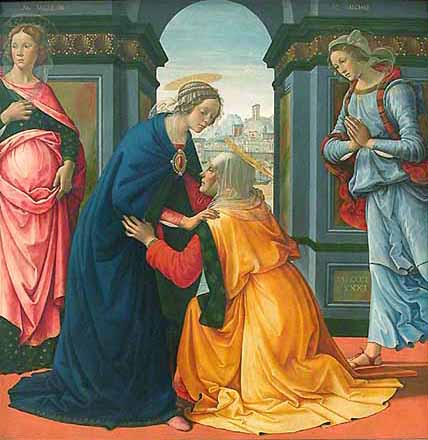
Begegnung von Maria und Elisabet (Mariä Heimsuchung), Gemälde von Domenico Ghirlandaio

Elisabet oder Elisabeth ist im Neuen Testament die Mutter Johannes’ des Täufers. Sie wird in einigen christlichen Konfessionen als Heilige verehrt.

## Etymologie
Der griechische Personenname Ἐλισάβετ ‚Elisabet‘ stammt aus dem Hebräischen. Die Septuaginta gibt mit Ελισαβεθ ‚Elisabeth‘ den nur in Ex 6,23  vorkommenden Namen אֱלִישֶׁבַע ’älîšæva‘, deutsch ‚Elischeba‘ wieder. Elischeba ist ein Nominalsatzname, bestehend aus Subjekt und Prädikat. Subjekt und zugleich theophores Element ist אֱל ’äl „Gott“, Prädikat ist das Substantiv שֶׁבַע šæva‘ „Fülle“. Das Hebräische, wie es in den Personennamen vorliegt, konserviert eine ältere Sprachstufe als das Bibelhebräische. Dies äußert sich darin, dass es sich bei dem -î-, welches an das erste Substantiv angehängt ist, wohl nicht um eine Endung der 1. Person Singular („mein Gott“) handelt, sondern um einen funktionslosen Bindevokal und möglicherweise Überrest einer alten Kasusendung. Der Name bedeutet daher „Gott ist Fülle“. Vergleichen lassen sich die Personennamen Batseba (בַּת־שֶׁבַע bat šæva‘ „Tochter der Fülle“) und Joscheba (יְהֹושֶׁבַע jəhôšæva‘ bzw. יְהֹושַׁבְעַת jəhôšav‘at „JHWH ist Fülle“), die ebenfalls von Frauen getragen wurden.
Die Vulgata gibt den Namen im Alten Testament als Elisabe und im Neuen Testament als  Elisabeth wieder, der Samaritanische Pentateuch als ’Ēlīšābā.

## Biblischer Bericht
Nach dem Lukasevangelium stammte sie aus dem Geschlecht Aarons, nach dessen Stammmutter Elischeba sie genannt war. Sie war mit dem Priester Zacharias verheiratet. Die Ehe blieb lange kinderlos, da Elisabet unfruchtbar war, bis der Engel Gabriel dem Zacharias die Geburt eines Sohnes voraussagte, den er Johannes nennen sollte (Lk 1,11 ff ). Weiter erwähnt wird Elisabet bei der Heimsuchung Mariä (Lk 1,39 ff ) und bei der Geburt des Johannes (Lk 1,57 ff ).

## Gedenktage
- armenisch: 9. April
- koptisch: 10. Februar[1]
- römisch-katholisch: 23. September
- orthodox: 5. September, 24. Juni
- evangelisch: 5. November im Kalender der Lutherischen Kirche – Missouri-Synode